# Impresa Pizzarotti
Impresa Pizzarotti & C. S.p.A. este o companie de construcții și inginerie civilă cu sediul în orașul italian Parma.